# Neobrachyceraea nigrita
Neobrachyceraea nigrita är en tvåvingeart som beskrevs av Krober 1937. Neobrachyceraea nigrita ingår i släktet Neobrachyceraea och familjen stekelflugor. Inga underarter finns listade i Catalogue of Life.